# 佐藤辰男
佐藤 辰男（さとう たつお、1952年9月18日 - ）は、日本の実業家、編集者。株式会社コーエーテクモホールディングス社外取締役。株式会社KADOKAWA顧問。
株式会社メディアワークス代表取締役社長・会長、株式会社角川グループホールディングス（現・KADOKAWA KEY-PROCESS）代表取締役社長、株式会社メディアリーヴス代表取締役社長・会長、株式会社KADOKAWA・DWANGO（現・KADOKAWA）代表取締役社長（初代）・会長（2代目）、学校法人角川ドワンゴ学園初代理事長を歴任。

## 来歴
静岡県出身。写真館の家に生まれる。静岡県立富士高等学校を経て、1976年に早稲田大学第一文学部卒業。編集者を目指すもオイルショックの折で採用されず、玩具業界紙の「週刊玩具通信」を出版する日本トイズサービスに、卒業前の2月に合格し記者として入社。当時まだ黎明期であったコンピュータゲームの取材を担当した。
1982年、佐藤の書いたゲーム雑誌（コンプティーク）の企画書を当時、角川書店の専務であった角川歴彦に気に入られ、彼の勧めで角川書店とは資本関係のない株式会社コンプティークに入社。1983年11月にザテレビジョンの増刊号としてゲーム雑誌『コンプティーク』を創刊。1986年、角川発行のゲーム雑誌『コンプティーク』や『マル勝ファミコン』の編集及びキャラクター商品の開発などを担当する子会社・角川メディアオフィスの取締役に就任。1992年に代表権を持つ常務取締役へ昇進するが、同年に角川書店社長であった歴彦の兄・春樹との経営方針を巡る対立から退社した歴彦に同調し角川メディアオフィスに所属していた編集者の大部分を引き連れて独立。同年10月にメディアワークス（後にアスキー・メディアワークス）を設立し、代表取締役に就任、同社専務取締役を経て1995年に同社代表取締役社長就任した。
メディアワークスと角川書店側の関係修復が進み、1999年に古巣の角川書店で取締役に復帰。その後、メディアリーヴス、角川モバイル、アスキー代表取締役社長を経て2008年に角川グループホールディングス（現・KADOKAWA）代表取締役社長に就任。同社社長として中経出版、メディアファクトリー、汐文社の買収、株式会社KADOKAWAへの商号変更、子会社9社を吸収合併、株式会社ドワンゴとの資本業務提携を行った。2014年4月に株式会社KADOKAWA取締役相談役に就任。
2000年9月、当時ネットワークゲームのシステム開発と携帯電話ゲーム事業を行っていた株式会社ドワンゴの監査役に就任。ニコニコ成立後、佐藤が、角川歴彦にドワンゴ創業者の川上量生を紹介したことにより、2010年10月に角川グループホールディングスとドワンゴの業務提携が実現し、2011年6月に資本提携、2014年10月の経営統合会社「KADOKAWA・DWANGO」設立に至った。2014年10月、株式会社KADOKAWA・DWANGO（現・株式会社KADOKAWA）の設立に伴い同社代表取締役社長に就任し、2015年6月に同社代表取締役会長、2017年6月に同社取締役相談役を歴任した。2016年4月に学校法人角川ドワンゴ学園理事長に就任。2018年6月、カドカワグループの役員を退任し、株式会社コーエーテクモホールディングス社外取締役に就任。

## 略歴
- 1976年3月 - 早稲田大学第一文学部卒業[2]。
- 1976年4月 - 日本トイズサービス株式会社入社。
- 1983年3月 - 株式会社コンプティーク入社。
- 1986年5月 - 株式会社角川メディア・オフィス設立 取締役編集部長。
- 1992年6月 - 株式会社角川メディア・オフィス代表取締役常務。
- 1992年10月 - 株式会社メディアワークス設立 代表取締役。
- 1993年3月 - 株式会社メディアワークス代表取締役専務。
- 1995年6月 - 株式会社メディアワークス代表取締役社長。
- 1999年6月 - 株式会社角川書店（現・KADOKAWA KEY-PROCESS）取締役。
- 2000年4月 - 株式会社トイズワークス代表取締役社長。
- 2000年9月 - 株式会社ドワンゴ監査役。
- 2003年4月 - 株式会社角川ホールディングス（現・KADOKAWA KEY-PROCESS）常務取締役。
- 2003年4月 - 株式会社キャラクター・アンド・アニメ・ドット・コム（現・キャラアニ）代表取締役社長。
- 2004年3月 - 株式会社エンターブレイン取締役。
- 2004年6月 - 株式会社メディアリーヴス代表取締役社長。
- 2004年6月 - 株式会社エンターブレイン代表取締役会長。
- 2005年4月 - 株式会社メディアワークス代表取締役会長。
- 2005年10月 - 株式会社富士見書房代表取締役会長[3]。
- 2005年12月 - 株式会社角川モバイル（現・ブックウォーカー）代表取締役社長。
- 2006年2月 - 株式会社メディアリーヴス代表取締役会長兼社長。
- 2006年2月 - 株式会社アスキー代表取締役社長。
- 2006年6月 - 株式会社アトラス取締役[4]。
- 2007年4月 - 株式会社角川プロダクション代表取締役会長。
- 2008年4月 - 株式会社角川グループホールディングス（現・KADOKAWA KEY-PROCESS）代表取締社長兼COO
- 2009年12月 - 株式会社ドワンゴ取締役。
- 2010年6月 - 株式会社角川グループホールディングス（現・KADOKAWA KEY-PROCESS）代表取締社長
- 2012年3月 - 株式会社スマイルエッジ取締役副会長。
- 2013年7月 - 株式会社角川アスキー総合研究所取締役。
- 2014年5月 - 株式会社フロム・ソフトウェア取締役。
- 2014年6月 - 株式会社KADOKAWA（現・KADOKAWA KEY-PROCESS）取締役相談役。
- 2014年10月 - 株式会社KADOKAWA・DWANGO（現・株式会社KADOKAWA）代表取締役社長。
- 2015年6月 - カドカワ株式会社（現・株式会社KADOKAWA）代表取締役会長。
- 2016年4月 - 学校法人角川ドワンゴ学園理事長。
- 2017年6月 - カドカワ株式会社取締役相談役。
- 2017年7月 - 株式会社Gzブレイン（現・KADOKAWA Game Linkage）取締役。
- 2018年6月 - 株式会社コーエーテクモホールディングス社外取締役[5]。
- 2018年 - 株式会社KADOKAWA（現・KADOKAWA KEY-PROCESS）相談役就任。

## 著作
- 『KADOKAWAのメディアミックス全史 サブカルチャーの創造と発展』KADOKAWA、2021年。ISBN 978-4-04-811043-3
- 『怠惰な俺が謎のJCと出会って副業を株式上場させちゃった話』KADOKAWA、2022年。ISBN 978-4-04-112972-2

## 架空の人物
- 角川書店分裂以前のコンプティークでは中野豪が佐藤を含む編集スタッフやライターの似顔絵を描いており、「隠れサトウ」として誌面のどこかに潜むという企画まであった[6]。後述のビキニパンツの筋肉キャラも、すでに中野のイラストで登場していた。
- 山本よしふみの漫画作品『トライアルかおる!』（『月刊電撃コミックガオ!』連載）では、主人公が通う高校の校長として登場。場の雰囲気や話の筋に関係なくビキニパンツ一丁でムキムキの筋肉美をさらすおバカキャラとして扱われている。作中では、本名では呼ばれず「タッちゃん」「佐藤校長」と呼ばれる。
- また、同じ作者の描くメディア・オフィス編集部の内情を描いた裏話ネタ漫画でも常時ビキニパンツ一丁で筋肉美をアピールするだけのキャラとして登場。